# Beilstein (baza danych)
Beilstein (pełna nazwa: Beilstein CrossFire plus Reactions) – chemiczna baza danych gromadząca dane o wszelkich organicznych związkach chemicznych. Powstała ona na bazie tworzonego od 1779 r. Beilstein Handbook of Organic Chemistry i innych wydawnictw niemieckiego Beilstein Institut zur Förderung der Chemischen Wissenschaften. 
Od 2007 roku baza ta jest prowadzona jako wspólne przedsięwzięcie Beilstein Institut i Elsevier MDL. W roku 2008 baza zawierała informacje o 10 853 341 związkach organicznych, 22 416 526 reakcjach i 2 198 835 cytowanych publikacjach Do 1960 r. gromadzone dane pochodziły z Beilstein Handbook, a od 1960 z ok. 100 najważniejszych chemicznych  czasopism naukowych. Dla związków opublikowanych po 1980 r. dostępne są rozszerzone dane bibliograficzne (z tytułem i streszczeniem pracy oraz bezpośrednim odnośnikiem do pełnej publikacji on-line). Baza zajmuje ok. 38 GB i jest aktualizowana kwartalnie. Baza ta jest też sprzężona z bazą Gmelin, która zawiera podobne informacje o ok. 400 000 związków nieorganicznych. Informacja o każdym ze związków składa się z:
- wzoru strukturalnego,
- wszelkich nazw zwyczajowych i handlowych,
- spisu wszystkich reakcji z udziałem danego związku dostępnych w bazie,
- dokładnego opisu własności fizycznych (jak temperatura topnienia, wrzenia, gęstość, lepkość, przenikalność elektryczna, rozpuszczalność, dane spektralne itd.),
- opisu aktywności farmakologicznej, toksyczności i wpływu na środowisko naturalne,
- zbioru odnośników do publikacji i patentów opisujących wszelkie syntezy i reakcje z udziałem danego związku.

Baza ta jest dostępna w formie „wyciągów na żądanie” sporządzanych przez pracowników MDL (np. zbiór wszystkich terpenów o własnościach rakotwórczych) oraz bezpośrednio przez internet.
Korzystanie przez internet jest płatne (roczny abonament) i wymaga zainstalowania specjalnego oprogramowania o nazwie CrossFire Beilstein Commander, łączącego się z serwerami bazy danych poprzez specjalnie opracowany protokół XFire. Oprogramowanie to umożliwia szukanie związków chemicznych po wzorze strukturalnym, nazwie systematycznej, handlowej i zwyczajowej, a także wyszukiwanie związków o zadanych właściwościach. Istnieje też możliwość wyszukiwania całych grup związków spełniających określone kryteria (np: posiadających określony fragment strukturalny) oraz reakcji z udziałem wielu substratów i produktów.
Baza ta zawiera informację o znaczniej mniejszej liczbie związków chemicznych niż serwis Chemical Abstracts, prowadzony przez American Chemical Society, ale o każdym umieszczonym w bazie związku posiada niemal komplet dostępnych aktualnie informacji, które otrzymuje się w wygodnej do zastosowania formie. Baza gromadzi informacje tylko o tych związkach chemicznych, które zostały wyodrębnione w formie czystej, a ich struktura została dobrze potwierdzona badaniami spektroskopowymi.
W Polsce bazę tę prenumeruje kilkanaście wydziałów chemicznych politechnik i uniwersytetów oraz niektóre instytuty PAN, a jej dostarczaniem zajmuje się Interdyscyplinarne Centrum Modelowania Matematycznego i Komputerowego (ICM) Uniwersytetu Warszawskiego.
W styczniu 2009 firma Elsevier uruchomiła nową bazę danych Reaxys, łączącą bazy Beilstein, Gmelin i Patent Chemistry Database. Dostęp do bazy Reaxys możliwy jest za pomocą standardowej przeglądarki internetowej po zakupieniu licencji. Od roku 2011 dostęp do baz danych poprzez CrossFire został zakończony.